# Шметтау, Фридрих Вильгельм Карл фон
Граф Фридрих Вильгельм Карл фон Шметтау (нем. Friedrich Wilhelm Carl Graf von Schmettau; 13 апреля 1743, Берлин — 18 октября 1806, Веймар) — прусский генерал-лейтенант, топограф и картограф. Родной дядя князя Д. Д. Голицына.

## Биография
Фридрих Вильгельм Карл фон Шметтау — сын прусского генерал-фельдмаршала, графа Самуэля фон Шметтау и его второй жены Анны фон Рюффер (нем. Anna von Rüffer), племянник другого прусского военного деятеля, графа Карла Кристофа фон Шметтау.
После Семилетней войны стал приближенным лицом Фридриха II и приобрел известность картографическими работами. Им же составлена на 200 листах в масштабе 1:50 000 так называемая «карта Шметтау», известная также под названием «Tableau aller durch den königlich-preussischen Oberst Graf v. Schmettau von 1767 bis 1787 aufgenommenen und zusammengetragenen Länder».
Назначенный адъютантом принца Фердинанда, младшего брата короля, после Войны за баварское наследство, он в 1789 году издал труд «Mémoires raisonnées sur la campagne de 1778 en Bohême» («Воспоминания о кампании 1778 года в Богемии»). Эта работа, содержавшая кроме большого количества карт и планов, не меньше количество фривольных рассказов, привела к тому, что фон Шметтау попал в немилость к Фридриху II. В 1790 году он вышел в отставку.

21 марта 1804 года фон Шметтау за 12 000 талеров приобрёл берлинский дворец Кёпеник, который переоборудовал на свой вкус. При нём возле замка был разбит английский парк и выстроены два здания около ворот. 

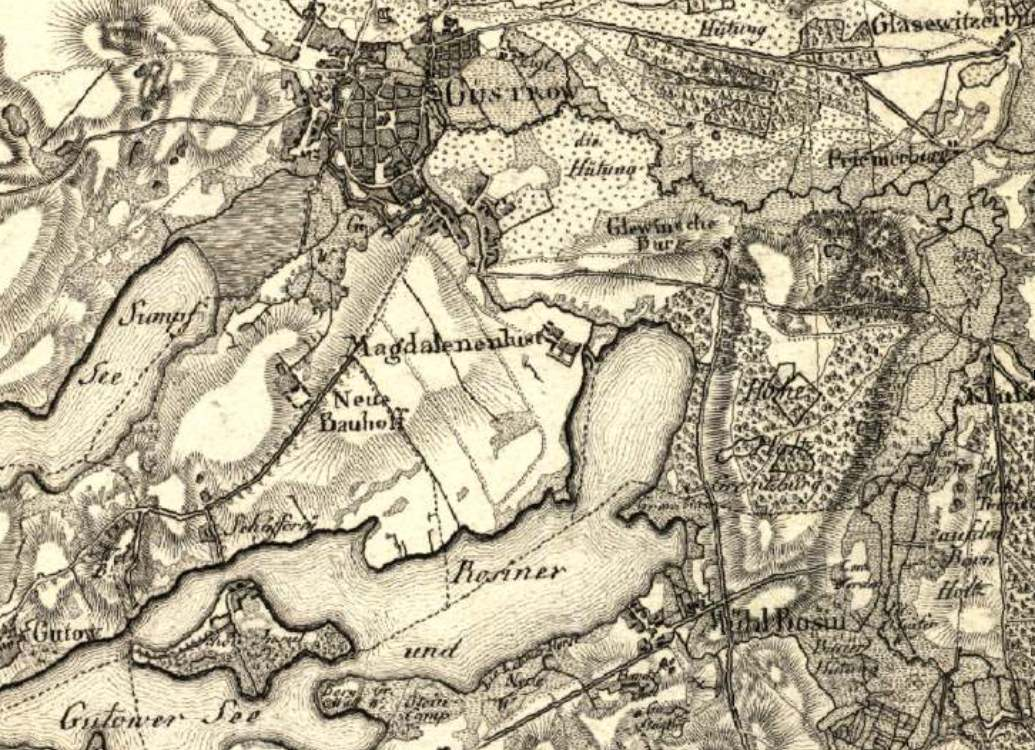
Карта Гюстрова, 1781

Перед началом войны 1806 года фон Шметтау вернулся в армию в чине генерал-майора и получил в командование дивизию, которая в сражении при Ауэрштедте находилась в авангарде армии герцога Брауншвейгского. 14 октября дивизия фон Шметтау пыталась выбить французские войска с занятых им высот около деревни Хассенгаузен. Дважды ей удавалось захватить их и дважды она была вынуждена оставлять занятые позиции. Во время третьей атаки фон Шметтау был тяжело ранен случайным попаданием картечины. Скрываясь от преследовавших разбитые прусские войска французов, он сначала прятался в доме близкой подруги Гёте Шарлотты фон Штейн, а после перебрался в Веймарский замок, где и скончался от последствий ранения 18 октября. Похоронен на веймарском кладбище Якобсфридхоф.
Принцесса Анна Елизавета Луиза Бранденбург-Шведтская была его возлюбленной и, предположительно, матерью его детей

## Работы
- «Tableau aller durch den königlich-preussischen Oberst Graf v. Schmettau von 1767 bis 1787 aufgenommenen und zusammengetragenen Länder», также известная как «карта Шметтау».
- «Mémoires raisonnées sur la campagne de 1778 en Bohême» (Гота, 1789, нем. «Ueber den Feldzug der preussischen Armee in Böhmen im Jahre 1778 nebst einigen Bemerkungen über das praktische der Kriegskunst»).
- «Geheime Nachrichten von dem Kriege in Ungarn in den Feldzügen 1737—1739» (Лейпциг, 1772), также вышедший на французском и латинском языках.